# Xanthopimpla nigritarsis
Xanthopimpla nigritarsis är en stekelart som beskrevs av Cameron 1903. Xanthopimpla nigritarsis ingår i släktet Xanthopimpla och familjen brokparasitsteklar.

## Underarter
Arten delas in i följande underarter:
- X. n. punctiger
- X. n. reciprocata